# Amélie de Neuenahr-Alpen
Pour les articles homonymes, voir Neuenahr.
Amélie de Neuenahr-Alpen (6 avril 1539 - 10 avril 1602) est comtesse effective de Limbourg de 1589 à 1602 et électrice consort palatine de 1569 à 1576.

## Biographie
Marie est la fille de Gumprecht II de Neuenahr-Alpen, comte effectif de Limbourg et de son épouse Cordula de Holstein-Schaumbourg, fille de Jobst Ier de Schaumbourg.

Elle épouse en 1557, en premières noces, Henri de Brederode qui présenta à Marguerite de Parme la requête élaborée à la suite du Compromis des Nobles. Elle épouse en secondes noces le 25 avril 1569 à Heidelberg Frédéric III du Palatinat, électeur palatin.